# لوکاس کالدرون
لوکاس کالدرون (انگلیسی: Lucas Calderón؛ زادهٔ ۳۰ ژوئن ۱۹۹۸) بازیکن فوتبال اهل آرژانتین است.
از باشگاه‌هایی که در آن بازی کرده‌است می‌توان به باشگاه فوتبال جیمناسیا لاپلاتا اشاره کرد.